# چادر طوطی

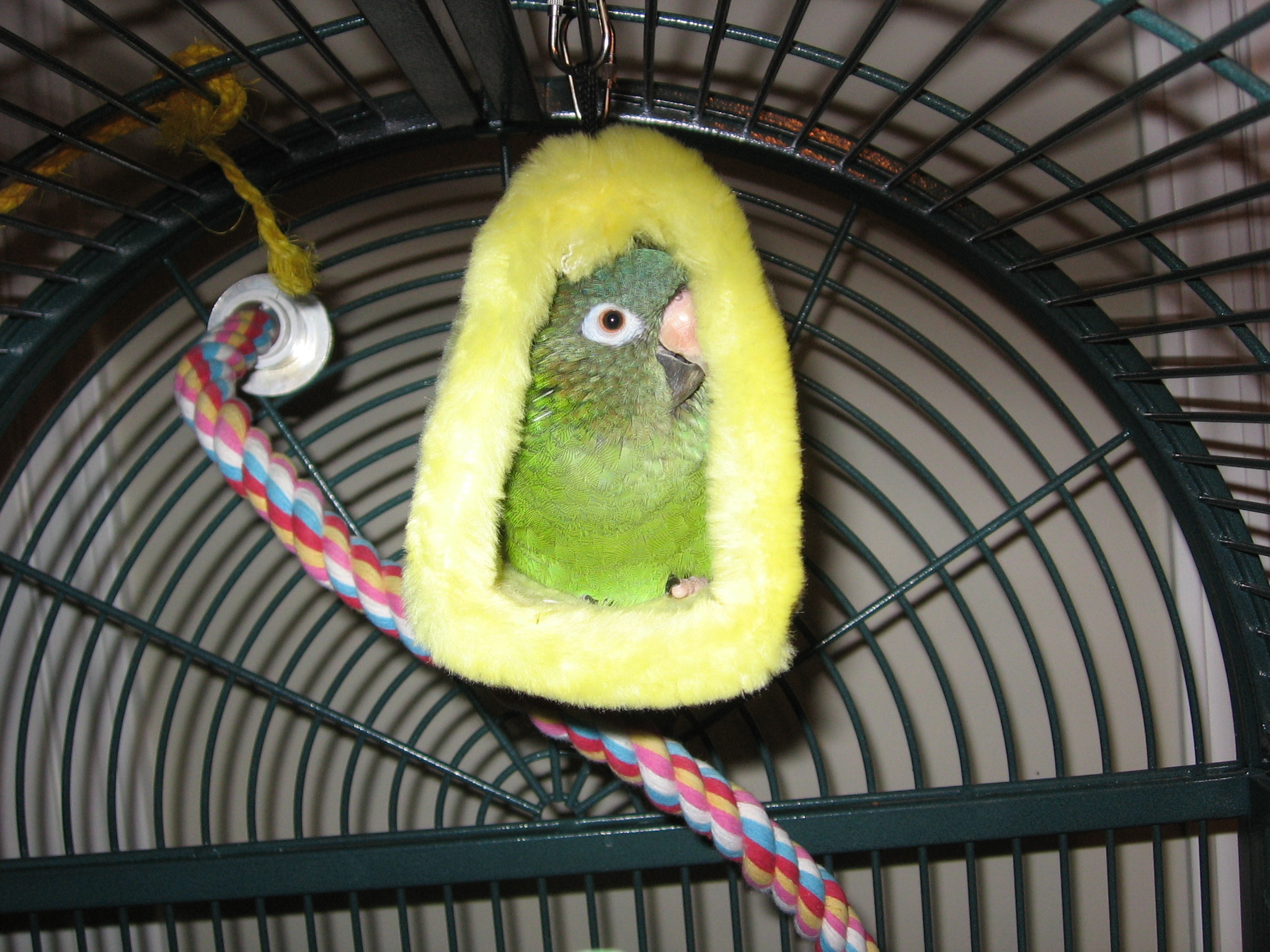
طوطی تاج‌آبی که درون چادر طوطی‌اش نشسته‌است

چادر طوطی (به انگلیسی: Parrot tent)، کالایی از مبلمان قفس پرندگان است که معمولاً از پشم گوسفند، خز مصنوعی یا پارچه لحافی ساخته می‌شود که وقتی در قفس طوطی همراه قرار می‌گیرد، فضای خصوصی راحت و نرمی را برای پرنده فراهم می‌کند که می‌تواند برای بازی از داخل آن بالا برود، خودش را گرم کند، استراحت کند یا بخوابد.